# عبد الله معتوق
عبد الله معتوق أحمد سعيد، لاعب كرة قدم سعودي، يلعب في نادي الجندل معار من نادي الشباب.

## مسيرة اللاعب
لعب في نادي الأنصار في الفئات السنية و انتقل إلى الفئات السنية في نادي الشباب في عام 2019 ووصل للفريق الأول في عام 2021 وأعير إلى نادي الجندل في عام 2024.

## روابط خارجية
- عبد الله معتوق على موقع Soccerway.com (الإنجليزية)